# Богемка
Боге́мка (чеськ. Bohemka) — село в Україні, у Врадіївській селищній громаді Первомайського району Миколаївської області. Населення становить 452 особи.

## Історія
Село було засновано у серпні 1905 року нащадками чеських побілогорських євангельських емігрантів з польського міста Зелюв і Чехії. Назва села походить від старовинної назви Чехії — Богемія.
У 1906 році, коли до Богемки прибув проповідник Вілем Рейхрт із сім'єю, у селі було організовано реформовану євангельську релігійну громаду. У 1907 році було збудовано землянку для школи з чеською мовою навчання. Щонеділі в школі проводилися богослужіння. Цього ж року розпочалося будівництво будинків, які замінили землянки. Першим було збудовано будинок Павла Полачека, який пізніше став першим старостою села. У 1909 році було засновано християнське товариство «Гус», однак. його не затвердив губернатор Херсонської губернії. Станом на 1910 рік в Богемці проживало вже 40 сімей. У селі з'явилася кузня, першим ковалем якої став Еміл Янчик. 
У 1912 році вихідці з Богемки та Зеленого Яру заснували село Веселинівка, яке зараз належить до Березівського району Одеської області. Серед мешканців Богемки за Веселинівкою закріпилася назва Сиротинка. Достовірно, також відомо, з актових записів РАГСу, що на Одещині, Березівського району був хутір Чехи, який згодом стали називати Веселінівка. У минулому мешканці села підтримували тісні родинні і релігійні зв'язки з чеськими селами Веселинівка та Мала Олександрівка Одеської області.
У 1912 році 12 родин переселилося до Канади, декілька родин до села Новосамарка Одеської області, а родини Вілема Горти, Павла Кратохвіла, братів Йозефа, Карела і Павла Полачеків та Антоніна Златніка стали співзасновниками села Чехи, тепер Веселинівка Одеської області.
Під час голоду 1921—1923 років допомогу Богемці надали Чеськобратська євангельська церква (ЧБЄЦ), християнське громадське об'єднання «Костницька громада», Чехословацька громада легіонерів та римсько-католицький архієпископ Оломоуцький Антонін Стоян. Ці події описані у спогадах вікарія ЧБЄЦ Рудольфа Шеди, який у 1922—1923 роках за дорученням «Костницької громади» здійснив поїздки по чеських селах півдня України і привіз для них гуманітарну допомогу. У 1927 році для школи була придбана цегляна хата, де навчання проводилося чеською мовою. З 1938 року і до сучасності навчання проводиться українською мовою.
Голодомор 1932—1933 років та сталінські репресії охопили також чеські села півдня України. У Богемці тоді померли Юлія Горта, Лудвік Горта, Фердинанд Елінек, Марія Кратохвіл, Йозеф Йозефович Кулгави, Мирослав Фрідріхович Кулгави, Ярослав Фрідріхович Кулгави, Лудвік Павлович Пуйман, Крафт Райгорт, Марія Фрідріхівна. Усі померлі були поховані в балці між селами Богемка та Новоселівка, а перепоховані на сільському цвинтарі 27 липня 1947.
Багато чоловіків Богемки брали участь у Другій Світові війні у складі Першого Чехословацького армійського корпусу та Червоній Армії. Сама Богемка протягом 1941—1944 років перебувала у зоні румунської окупації — провінції Трансністрія.
У 1996 році за проєктом чеського інженера-архітектора Петра Пірохти з міста Брно було збудовано Віфлеємську каплицю. 20 жовтня 1996 року її освятив Синодальний сеньйор ЧБЄЦ магістр Павел Сметана. З цієї нагоди вітання надіслав також президент Чеської Республіки Вацлав Гавел. До цього богослужіння відбувалися у світлицях будинків деяких братів, у школі та в будинку культури.

## Культурне життя
У 1954 році в Богемці було організовано оркестр духових музичних інструментів. У першому складі оркестру були Володимир Андрш, Мілослав Андрш, Володимир Бобровський, Йозеф Вабік, Ілля Габулік, Вілем Андрш, Карел Дітріх, Йозеф Єрсак, Карел Єрсак, Мілослав Єрсак, Ярослав Єрсак, Мілослав Кулгави, Вацлав Полачек та Лудвік Стрнад. У 1961 році виник фольклорний колектив «Нива» (згодом — «Богемка», з 2005 року — «Богемські фраєрки»). У 1962—1967 роках у селі записували чеський фольклор та вивчали звичаї українські фольклористи: доцент Одеського університету імені Іллі Мечникова Петро Маркушевський та Світлана Чернявська з Києва. У 1957 році в селі було засновано бібліотеку, в якій зараз зареєстровано близько 300 читачів та налічується близько 6 000 книг чеською, українською та іншими мовами. У 1978 році для школи збудували нове приміщення. 9 травня 1990 року було засновано національно-культурне товариство «Чешті братрші», як осередок Чехословацького культурно-освітнього товариства імені Яна Амоса Коменського. Головою товариства обрано інженера Йозефа Гарта. У серпні 1999 року товариство «Чешті братрші» почало видавати чеською мовою вісник «Hlas Bohemky» (укр.«Голос Богемки»). 10 вересня 2005 року у Віфлеємській каплиці було відкрито кімнату-музей Богемки, в якій зараз налічується 61 експонат. Зготом товариство змінило назву і тепер називається «Богемка»

## Населення
Згідно з переписом УРСР 1989 року чисельність наявного населення села становила 385 осіб, з яких 173 чоловіки та 212 жінок.
За переписом населення України 2001 року в селі мешкала 441 особа.

### Мова
Розподіл населення за рідною мовою за даними перепису 2001 року:
| Мова       | Відсоток |
| ---------- | -------- |
| українська | 80,53 %  |
| чеська     | 13,27 %  |
| російська  | 3,32 %   |
| молдовська | 2,88 %   |

## Пам'ятки
- Вифлеємська каплиця в Богемці — перший чеський євангельський костел в незалежній Україні. Побудована у 1996 році за проєктом чеського архітектора з чеського міста Брно інж. Петра Пірохти.
- Пам'ятник загиблим чехословацьким воякам і червоноармійцям уродженцям села. Відкрито у 1967 році за проєктом Ружени Платонович-Кульгавої.
- Пам’ятник першим мешканцям села. Відкрито 22 вересня 1990 році за проєктом інж. Александра Дрбала (реалізація Карел Петрак) на честь 85-річчя заснування Богемки. У святкуванні взяв участь Генеральний консул ЧСФР в Києві доктор Станіслав Гінар та представник Ради Чехословацького культурно-просвітнього товариства імені Яна Амоса Коменського і товариства «Ческа беседа» у Львові інж. А. Дрбал.
- Гусів камінь відкритий 12 вересня 2015 року на честь 600-річчя з дня спалення Містра Яна Гуса і 110- ліття села Богемка (концепція і реалізація Мілослав Янчік).

## Галерея

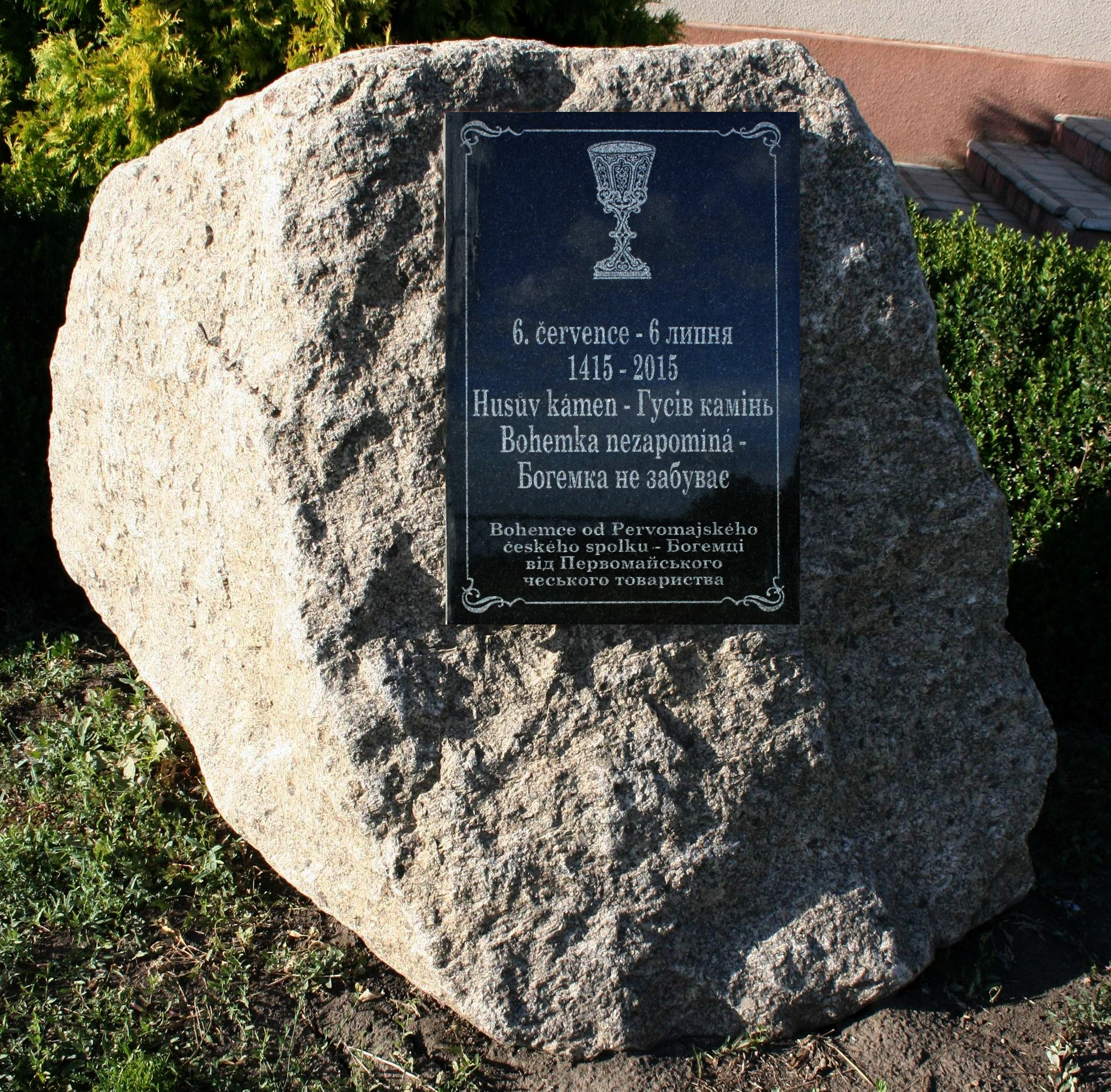
Камінь на честь Яна Гуса в Богемці
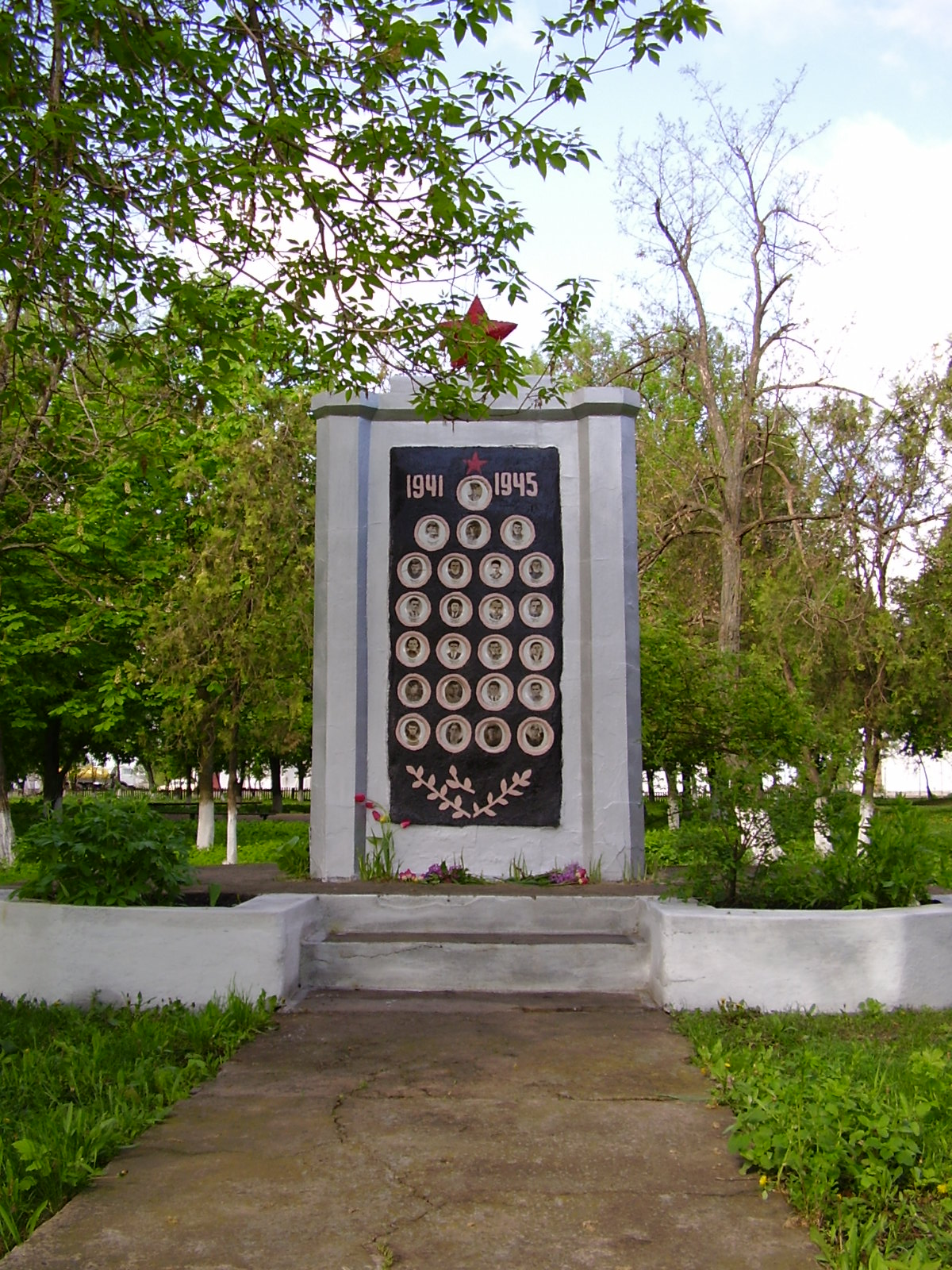
Пам’ятник загиблим чехословацьким воякам і червоноармійцям (автор Ружена Платонович-Кульгава, 1967)
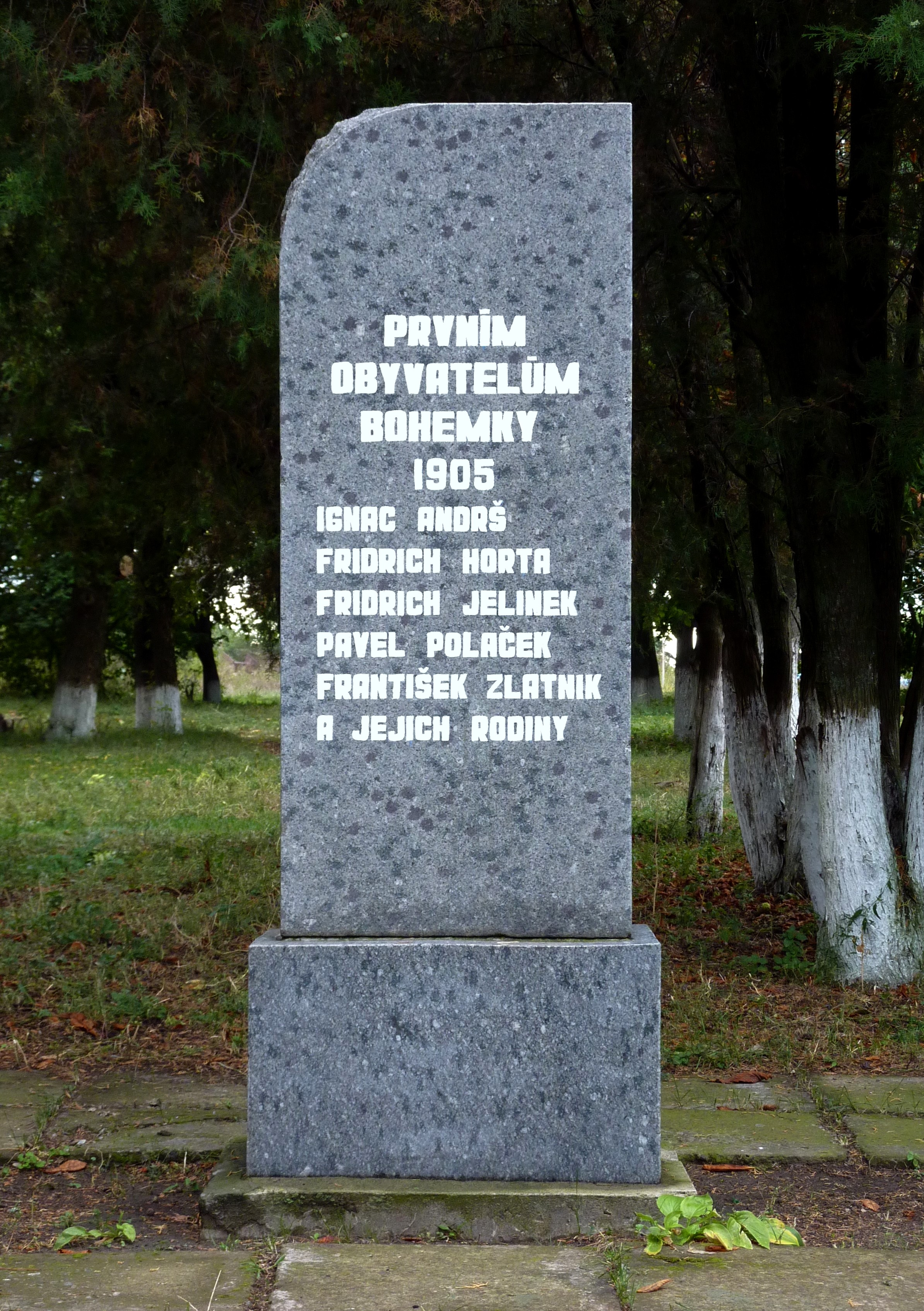
Пам’ятник першим мешканцям села (автор Александр Дрбал, реалізація Карел Петрак, відкрито 22.09.1990 р.)
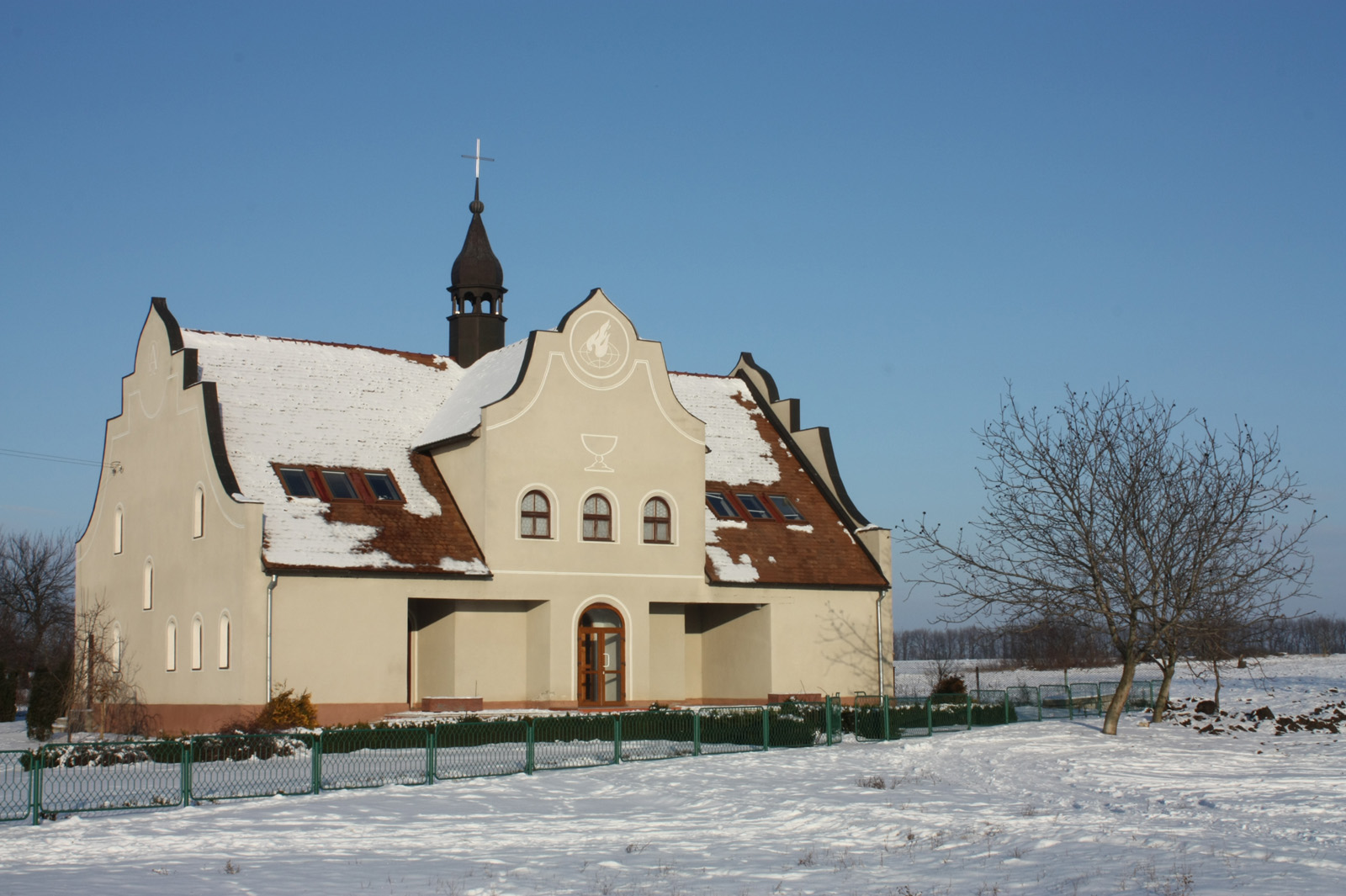
Вифлеємська каплиця
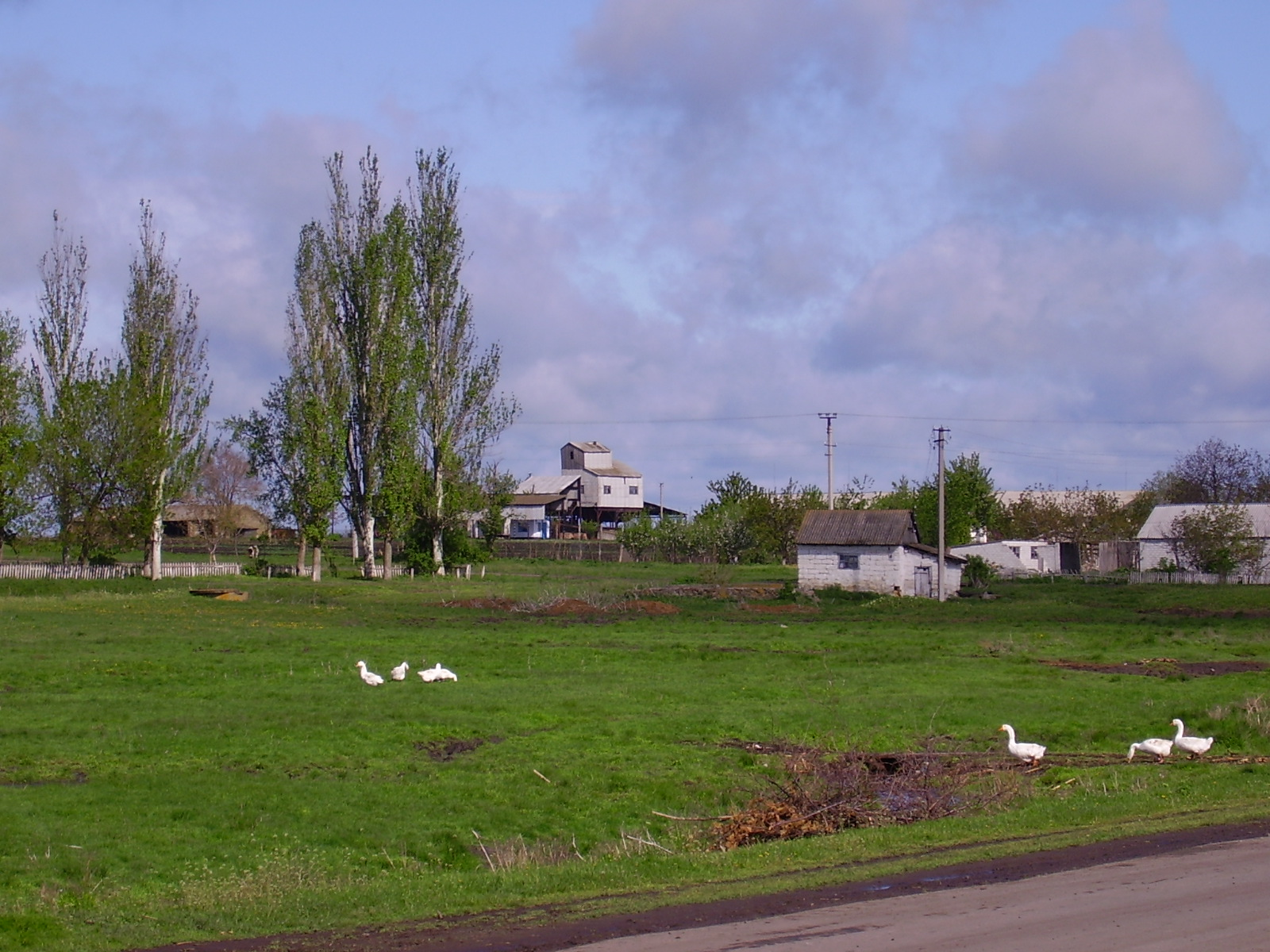